# Mille terrestre international
Pour les articles homonymes, voir Mille et Mile.
Ne doit pas être confondu avec Mille marin.
Le mille terrestre international (symbole : mi) ou mille anglo-américain, souvent appelé mile, (avec pluriels réguliers : des milles et des miles), est une unité de longueur utilisée notamment aux États-Unis, au Royaume-Uni et dans divers pays du Commonwealth, valant 1 609,344 mètres. Il fait partie du système d'unités impériales. À noter qu'au Canada, on préfère à « mile » le mot français original « mille ». 
Il ne faut pas le confondre avec : 
- le mille terrestre américain (statute mile ou U.S. Survey mile), qui est très légèrement plus long et équivaut à 1 609,347 2 m. Aboli en 1959, il reste encore utilisé aux États-Unis à cause de la grande quantité de cartes et cadastres qui l'utilisent et du fait que le très faible écart avec le mille international est insignifiant pour nombre d'applications ;
- le  « mille marin », aussi appelé « mille marin international », « mille nautique[3] » ou « nautique », unité de longueur utilisée dans la navigation maritime et aérienne et qui vaut exactement 1 852 m.

## Unités dérivées
L'unité d'aire dérivée du mille international est le mille carré (squared mile) qui vaut exactement 2 589 988,110 336 m2 soit environ 2,59 km2 ou 259 ha (à 0,001 % près).

## Divisions
Le mille international se divise en :
|   | (1     | ÷ | 3  | =) | ⅓      | lieue    |
| = | (1     | × | 8  | =) | 8      | furlongs |
| = | (8     | × | 10 | =) | 80     | chaînes  |
| = | (80    | × | 4  | =) | 320    | perches  |
| = | (320   | × | 5½ | =) | 1 760  | verges   |
| = | (1 760 | × | 3  | =) | 5 280  | pieds    |
| = | (5 280 | × | 12 | =) | 63 360 | pouces.  |

## Historique
Le mile trouve son origine dans une loi du Parlement anglais de 1592 sous le règne de la reine Élisabeth Ire qui définit le mille réglementaire (statute mile) valant 1 760 yards (verges), soit 5 280 feet (pieds).
Le mille romain vaut, comme son nom milia passuum l'indique, mille double-pas de cinq pieds, soit 5 000 pieds, tandis que le mille anglais vaut (33 ÷ 32) × 5 000 = 5 280 pieds. Vers 1266-1303, au travers d'un texte Composition of Yards and Perches (en), la taille du pied est diminuée de 1/11, peut-être pour l'accorder à la taille du pied de Henri Ier. Cependant les tailles du « rod » (perche) et du « furlong » (stade) ne sont pas modifiées, car elles sont impliquées dans le système de taxation. La mesure du mille comme huit furlongs est conservée, et donc... on se retrouve avec un mille qui fait 5 280 pieds.
Dans le système romain, le mille se divisait en huit stades. Le stade romain mesure un peu plus de 185 mètres et le furlong environ 201 mètres. Ces deux valeurs sont relativement proches. Ainsi on décide, assimilant le furlong au stade, que le mille anglais vaut huit furlongs[réf. nécessaire]. Depuis, le mille anglais mesure exactement 320 perches. La loi de 1592 met fin à la pratique concomitante d'un mille de 5 000 pieds anglais, soit 1 524 mètres, mais égalant 303 1⁄33 perches et 1 666 ⅔ verges, des valeurs fractionnelles.
- le mille irlandais vaut également 320 perches, mais la perche irlandaise est définie par une longueur de 21 pieds au lieu de 16 ½ pieds pour la perche anglaise. D'où le mille irlandais de 21 × 320 = 6 720 pieds, soit 2 048,256 mètres ;
- le mille écossais vaut 320 perches écossaises. La perche écossaise vaut 18 pieds écossais. Le mille écossais vaut donc 18 × 320 = 5 760 pieds écossais. Le pied écossais entretient avec le pied anglais le même ratio que ce dernier avec le pied romain, à savoir 36 : 35. Théoriquement, le mille écossais correspond ainsi à 5 760 × (36 : 35) ÷ 3 = 1 974 6⁄7 yards. Mais la valeur de conversion empirique et conventionnelle est plutôt de 1 976 yards pour un mille écossais[4]. Ce dernier égale donc 1 806,854 4 m. Un axe de différentes rues et très touristiques dans la vieille ville d'Édimbourg — d'un château à un palais — mesure environ 1,8 km, d'où son nom informel : « the Royal Mile ».

## En course à pied
Le mile est une distance courue en athlétisme. Depuis 1976, le mile est la seule distance non métrique à être reconnue par l'Association internationale des fédérations d'athlétisme à des fins de records. On parle parfois de « mile métrique » pour l'épreuve du 1 500 mètres, distance officielle la plus proche du mile.